# دهستان جارو
دهستان جارو یکی از دهستان‌های شهرستان اشتهارد در استان البرز ایران است که در بخش پلنگ‌آباد قرار دارد.

## جمعیت
براساس سرشماری مرکز آمار ایران در سال ۱۳۹۵، جمعیت دهستان جارو ۱۴۰۷ نفر (در ۴۴۵ خانوار) بوده‌است.